# Dycladia pseudocorrebioides
Dycladia pseudocorrebioides là một loài bướm đêm thuộc phân họ Arctiinae, họ Erebidae.